# Березівська сільська рада (Устинівський район)
| Березівська сільська рада — колишній орган місцевого самоврядування у Устинівському районі Кіровоградської області з адміністративним центром у с. Березівка. Сільській раді були підпорядковані населені пункти: - с. Березівка |

## Склад ради
Рада складалася з 12 депутатів та голови.

### Керівний склад ради
| ПІБ                             | Основні відомості                                                                                         | Дата обрання | Дата звільнення |
| ------------------------------- | --- | ------------ | --------------- |
| Обод Валерій Анатолійович       | Сільський голова, 1967 року народження, освіта, член Всеукраїнського об'єднання 'Батьківщина'             | 26.03.2006   | 31.10.2010      |
| Неспельська Наталія Анатоліївна | Сільський голова, 1969 року народження, освіта середня спеціальна, Всеукраїнське об'єднання 'Батьківщина' | 31.10.2010   |                 |

Примітка: таблиця складена за даними джерела

## Населення
Згідно з переписом УРСР 1989 року чисельність наявного населення села становила 1163 особи, з яких 555 чоловіків та 608 жінок.
За переписом населення України 2001 року в селі мешкало 909 осіб.

### Мова
Розподіл населення за рідною мовою за даними перепису 2001 року:
| Мова       | Відсоток |
| ---------- | -------- |
| українська | 98,24 %  |
| російська  | 1,76 %   |